# Desmodium chamissonis
Desmodium chamissonis är en ärtväxtart som beskrevs av Julius Rudolph Theodor Vogel. Desmodium chamissonis ingår i släktet Desmodium och familjen ärtväxter. Inga underarter finns listade i Catalogue of Life.